# Thomas Lövkvist

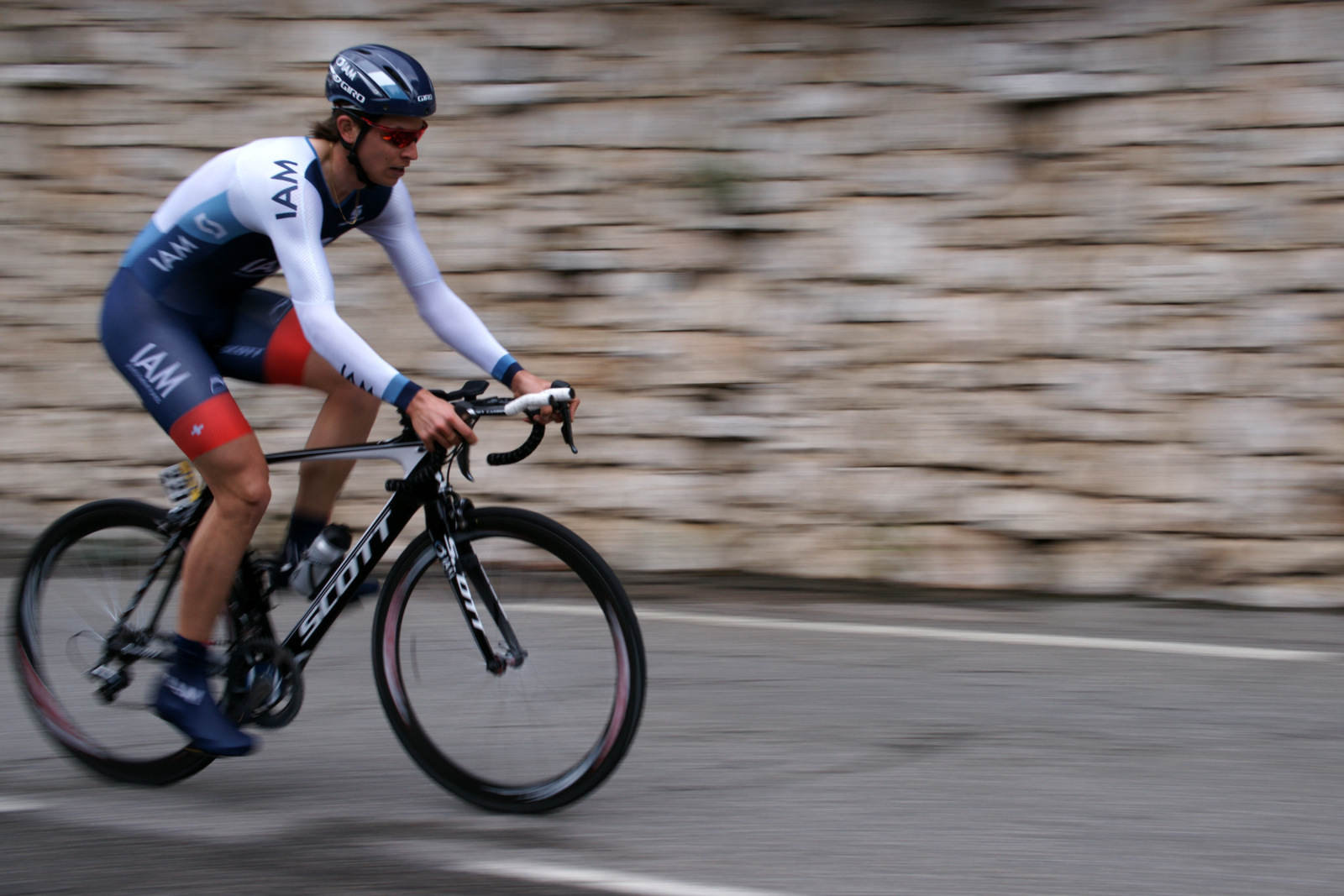
Thomas Lövkvist, Col d'Èze Paris-Nice 2013.

Thomas Lövkvist (parfois orthographié Thomas Löfkvist), né le 4 avril 1984 à Visby, est un coureur cycliste suédois. 

## Biographie

### Débuts cyclistes et carrière amateur
Lövkvist, ancien Champion d'Europe de VTT junior, se fait connaître en 2003 au sein de l'équipe suédoise Bianchi Scandinavia. À 19 ans seulement, li termine troisième du Championnat de Suède en ligne et contre-la-montre, puis remporte une étape d'une épreuve polonaise, le Dookola Mazowska. Surtout, en septembre, il porte une journée le maillot de leader du Tour de l'Avenir, qu'il termine à la sixième place.

### Carrière professionnelle

#### 2004-2007: La Française des Jeux, la révélation
Lövkvist est alors engagé par l'équipe Française des jeux, devenant le plus jeune coureur suédois ayant obtenu un contrat professionnel au sein d'une équipe cycliste. Le jeune suédois, 20 ans à peine, s'affirme rapidement comme un véritable prodige. En avril, il remporte une étape et le classement général du Circuit de la Sarthe devant Franck Bouyer, grâce à une échappée solitaire longue de 150 km. D'aucuns n'hésitent pas à le comparer d'ores et déjà à Bernard Hinault ou Greg LeMond, vainqueurs de la course au même âge. Quelques jours plus tard, il termine deuxième de Paris-Camembert derrière le même Franck Bouyer. Dès juin, il s'illustre au niveau supérieur, terminant 17e du très difficile Critérium du Dauphiné libéré. Deux semaines plus tard, il est sacré Champion de Suède du contre-la-montre. Il démontre ainsi des qualités de rouleur et de grimpeur qui en font un des plus sérieux espoirs du cyclisme mondial pour les courses par étapes. Il confirme ce statut en septembre, en remportant au Grand-Bornand l'étape de montagne du Tour de l'Avenir. Il perd le classement général de la course pour seulement 41 centièmes de seconde face à Sylvain Calzati. 
La saison 2005 de Lövkvist débute sur la même lancée. il termine rapidement cinquième du Tour méditerranéen, puis 12e de Paris-Nice. À la suite de ces bons résultats, il participe à son premier Tour de France, qu'il termine à la 61e place, puis aux Jeux olympiques d'Athènes. Mais c'est en fin de saison que Lövkvist passe un palier supplémentaire. Après une 14e place sur le Tour d'Allemagne, il s'illustre sur le Tour de Pologne. 5e, 3e puis à nouveau 3e des trois arrivées en altitude à Karpacz, il prend la quatrième place finale de cette course comptant pour le ProTour. Quelques semaines plus tard, il termine huitième du difficile Grand Prix de Zurich, obtenant ainsi sa meilleure place sur une classique. Il est alors nommé cycliste suédois de l'année.
Au cours des deux années suivantes, Lövkvist peine cependant à confirmer. Il participe à deux nouveaux Tours de France et à un Tour d'Espagne sans se placer dans les cinquante premiers. Il ne parvient pas non plus à se placer dans les dix premiers des grandes courses par étapes, terminant 11e du Tour de Pologne 2006 et du Tour de Catalogne 2007. Seule exception : il remporte en 2007 l'étape contre-la-montre du Critérium international de la route, sa première victoire internationale depuis 2004, et prend la deuxième place finale de l'épreuve, derrière Jens Voigt. Il remporte également le titre de Champion de Suède en 2006, mais ne parvient pas à s'illustrer dans les classiques, sa meilleure performance en deux ans étant sa 12e place sur la Classique de Saint-Sébastien en 2006.

#### 2008-2009: Columbia, la confirmation
En 2008, Lövkvist rejoint l'équipe High Road. Dès le mois de mars, il y confirme le talent précocement entrevu. Sur Tirreno-Adriatico, il termine quatrième de la difficile étape de Montelupone, puis troisième du contre-la-montre. Il termine ainsi troisième du classement général, derrière Fabian Cancellara et Enrico Gasparotto, et meilleur jeune. 
Lövkvist s'illustre à nouveau à partir du mois de mai. Il termine quatrième du prologue du Tour de Catalogne, mais est distancé dans la première étape de montagne, perd plus d'une minute, et recule à la neuvième place du classement général, qu'il conserve jusqu'à l'arrivée. En juin, il prend la troisième place du Grand Prix du canton d'Argovie, puis participe au Tour de Suisse, où il est l'équipier de Kim Kirchen. Il termine tout de même huitième de la première étape de montagne, puis septième de l'étape menant à Verbier, remportée par Kirchen. Ce dernier prend ainsi la tête tandis que Lövkvist est cinquième. Mais dans la dernière étape contre-la-montre, Kirchen concède plus de trois minutes. Lövkvist, huitième de l'étape à 2 min 08 s de Roman Kreuziger, termine cinquième de ce Tour de Suisse, deux places devant son leader.
Après avoir participé à son quatrième Tour de France, où il est à nouveau l'équipier de Kim Kirchen et prend la 38e place, Lövkvist est sélectionné pour les Jeux olympiques de Pékin, puis participe à diverses semi-classiques italiennes, et au Tour d'Allemagne. Il termine 11e du prologue, puis deuxième de la 1re étape arrivant au sommet à Hochfügen, à 16 secondes de son coéquipier allemand Linus Gerdemann, prenant également la deuxième place du classement général. Les autres étapes de montagne ayant peu affecté le classement général, le contre-la-montre final est décisif. Lövkvist y prend la sixième place, à 1 minute 52 secondes du vainqueur, son coéquipier Tony Martin, et à 35 s de Gerdemann. Lövkvist conforte ainsi sa deuxième place au classement général, et assure le doublé pour son équipe. Il remporte également le classement du meilleur jeune et le classement par points.
La saison 2009 de Lövkvist commence sous les meilleurs auspices. Faisant preuve d'une grande régularité sur le Tour de Californie, il y prend la cinquième place finale, puis remporte début mars la Monte Paschi Eroica, sa première victoire pour Columbia. Sur Tirreno-Adriatico, il termine troisième de l'étape du Montelupone puis, comme l'année précédente, troisième du contre-la-montre. Il prend ainsi la deuxième place du classement général, à 6 secondes d'Andreas Klöden. Mais comme ce dernier, il est battu le lendemain, dans l'étape menant à Camerino, qu'il termine neuvième. Lövkvist finit ainsi quatrième de ce Tirreno-Adriatico.
Au Tour d'Italie 2009, il profite de la victoire de la Columbia, lors du contre-la-montre par équipe pour s'emparer du maillot rose de Alessandro Petacchi à l'issue de la 1re étape de haute montagne. Malheureusement Lövkvist est plutôt un spécialiste des courses d'une semaine comme Tirreno-Adriatico, et il craquera pour finalement céder son maillot rose, et finir 25e du classement général. Néanmoins, cette 25e place est son meilleur classement sur un grand tour jusqu'alors.

#### 2013-2014: IAM
Lövkvist commence la saison 2013 avec une victoire au classement général du Tour méditerranéen. En avril, victime d'une fracture à une main, il est absent six semaines, ce qui l'empêche de participer aux classiques ardennaises et au Tour de Romandie.
En 2014, Lövkvist, qui devait initialement participer au Tour de Suisse et au Tour de France, renonce en juin à ces courses pour se concentrer sur le Tour d'Espagne. Pour lui, cette Vuelta conditionne son avenir comme coureur professionnel. Se jugeant hors de forme, il renonce finalement et annonce dans la foulée sa retraite à la fin de la saison 2014. Sa dernière course est le Tour de Lombardie.

### Reconversion professionnelle
Fin 2014, la presse spécialisée dans le cyclisme annonce que l'ancien coureur est nommé directeur sportif de l'équipe continentale Tre Berg-Bianchi.

## Palmarès sur route

### Coureur amateur
- 2001
  -  Champion de Suède du contre-la-montre juniors
  -  Champion de Suède du contre-la-montre par équipes juniors (avec Henrik Gustavsson et Anders Kulin)
  - 6e du championnat du monde sur route juniors
- 2002
  -  Champion de Suède sur route juniors
  -  Champion de Suède du contre-la-montre juniors
  -  Champion de Suède du contre-la-montre par équipes juniors (avec Jesper Ingevaldsson et Per-Erik Johansson)
  -  Champion de Suède du critérium juniors
  - 2ea étape du Tour de Basse-Saxe juniors
  - 2e du Tour de Basse-Saxe juniors
- 2003
  -  Champion de Suède du contre-la-montre par équipes (avec Jonas Olsson et Tobias Lergard)
  - Circuit des Ardennes :
    - Classement général
    - 4e étape (contre-la-montre)

  - Västmanlands 4-dagars :
    - Classement général
    - 3e étape

  - Soldvarvi GP
  - Solleröloppet
  - 1reétape du Dookola Mazowska (contre-la-montre)
  - 3e du championnat de Suède du contre-la-montre
  - 3e du championnat de Suède sur route
  - 3e de la Scandinavian Open Road Race
  - 6e du Tour de l'Avenir

### Coureur professionnel
| - 2004 - Champion de Suède du contre-la-montre - Circuit de la Sarthe : - Classement général - 4e étape - 10e étape du Tour de l'Avenir - 2e de Paris-Camembert - 2e du Tour de l'Avenir - 3e du Critérium des Espoirs - 2005 - 4e du Tour de Pologne - 8e du Championnat de Zurich - 2006 - Champion de Suède sur route - 2e du championnat de Suède du contre-la-montre - 2007 - 3e étape du Critérium international - 2e du Critérium international - 2008 - 2e du Tour d'Allemagne - 3e de Tirreno-Adriatico - 3e du championnat de Suède sur route - 3e du championnat de Suède du contre-la-montre - 3e du Grand Prix du canton d'Argovie - 5e du Tour de Suisse - 9e du Tour de Catalogne | - 2009 - Monte Paschi Eroica - 1re étape du Tour d'Italie (contre-la-montre par équipes) - 5e étape du Tour de Saxe - 3e du Tour d'Émilie - 4e du Tirreno-Adriatico - 6e de la Flèche wallonne - 2010 - 2e du Monte Paschi Strade Bianche - 2011 - 2e du championnat de Suède du contre-la-montre - 10e de Tirreno-Adriatico - 2013 - Classement général du Tour méditerranéen - 3e du championnat de Suède du contre-la-montre |

### Résultats sur les grands tours

#### Tour d'Italie
2 participations
- 2009 : 25e, vainqueur de la 1re étape (contre-la-montre par équipes)  maillot rose pendant 6 jours
- 2011 : 20e[11],[12]

#### Tour de France
5 participations
- 2005 : 61e
- 2006 : 63e
- 2007 : 64e
- 2008 : 40e
- 2010 : 16e[13],[14]

#### Tour d'Espagne
3 participations
- 2007 : 54e
- 2010 : non-partant (8e étape)[15]
- 2011 : 52e

### Classements mondiaux
| Année                  | 2005 | 2006 | 2007 | 2008 | 2009 | 2010 | 2011 | 2012 | 2013 | 2014 |
| ---------------------- | ---- | ---- | ---- | ---- | ---- | ---- | ---- | ---- | ---- | ---- |
| Classement ProTour     | 66e  | nc   | 170e | 9e   |      |      |      |      |      |      |
| Calendrier mondial UCI |      |      |      |      | 55e  | 152e |      |      |      |      |
| UCI World Tour         |      |      |      |      |      |      | 160e | nc   |      |      |
| UCI Asia Tour          |      |      |      |      |      |      |      |      |      | 419e |
| UCI Europe Tour        |      |      |      |      |      |      |      |      | 133e |      |

## Palmarès en VTT
- 2002
  -  Champion d'Europe de cross-country juniors
  -  Champion de Suède de cross-country juniors